# 柏市立高田小学校

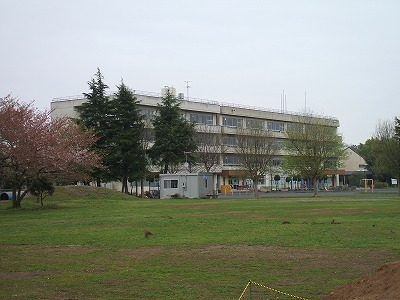
校舎（南西側から）

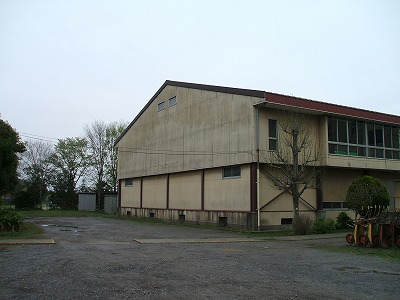
体育館

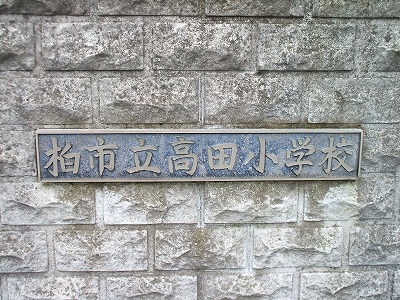
正門銘板

柏市立高田小学校（かしわしりつ たかたしょうがっこう）は、千葉県柏市高田にある市立小学校。愛称、略称は「高田小」（たかたしょう）。地元では「高田小」（たかだしょう）または「高小」（たかしょう）と呼ばれることも多い。

## 概観
校門のすぐ近くにシイの巨木がある。学校内にポストがある。

## 校訓
1. 明るく思いやりのある子 ＜徳＞
2. すすんで学ぶ子 ＜知＞
3. 元気よくやりぬく子 ＜体＞

## 学区
- 柏市
  - 篠籠田
    - 974番地
    - 1128番地から1341番地
    - 1464番地から1494番地

  - 高田
    - 1番地から561番地
    - 583番地から655番地
    - 1017番地から1022番地
    - 1027番地から1042番地
    - 1045番地から1180番地
    - 1201番地から1236番地
    - 1238番地から1422番地

  - 十余二
    - 216番地から247番地
    - 333番地
    - 337番地
    - 348番地
    - 579番地から617番地

  - 松ヶ崎
    - 1204番地から1213番地

## 沿革
- 1977年（昭和52年）4月1日 - 開校。

## 周辺など
- 学校の南側には手賀沼に注ぐ大堀川が流れている。開校当初、グラウンドは校舎正面にあるもの（後の第一グラウンド）のみだったが、西側にあった畑を市が購入して第二グラウンドを増設。大堀川の改修工事に伴い、第一・第二グラウンドとも南側約20メートルほど削減。削減した場所には現在、遊歩道「大堀川リバーサイドパーク」が通っている。

## 交通
- JR常磐線・東武野田線柏駅西口から、東武バスイースト柏02系市内循環「高田小学校入り口」バス停下車（徒歩3分）。

## 著名な出身者
- 古城茂幸 - プロ野球選手（北海道日本ハムファイターズ・読売ジャイアンツ）

## 学校周辺
- 大堀川
- ちば東葛農業協同組合本店
- 柏市高田近隣センター
- 柏市立柏第五中学校
- 柏市立柏第四小学校
- 西光院
- 聖徳寺